# 目隠しで楽器当ててる坂本
ギターで変なことしてる坂本（ぎたーでへんなことしてるさかもと、本名：坂本 貴紀〈さかもと たかのり〉、1994年〈平成6年〉12月5日 - ）は、日本の会社員、YouTuber。

## 来歴・人物
山梨県北杜市出身。父親はドラマー、母親も婦人コーラスクラブに所属しており、5歳年下の実弟・響はオペラ歌手（テノール）の音楽一家で育つ。
2014年11月に島村楽器に入社。2021年3月にイオンモール甲府昭和店の副店長に就任し、翌2022年3月に店長に昇格した。
2020年4月より甲府昭和店公式YouTubeチャンネルで動画出演を開始。編集も坂本が自ら担当し、当初は「商品紹介を目的とした真面目な配信を行っていた」が、労力の割に成果に繋がらないと感じたため、「もっと手軽に見られるエンタメ性がありながら、楽器屋店員らしさが出る動画」として目隠しでギターを当てる動画を考案。2022年8月に第1作をアップロードした。ギター／ベースだけでなくピアノやエフェクター、弦なども登場しており、『目隠しで〇〇を当てる』シリーズの動画は2025年1月現在で340本を超える投稿数となっている。
2024年8月に甲府昭和店店長を退任し、本社マーケティング部兼任となる。楽器店員としての籍は引き続き甲府昭和店に置くが、在宅メインで動画に専念したり、他店に出張しての動画撮影も行うようになる。また同月、ウェブショップ『Sakamoto's Blindfold Lab』を立ち上げたほか、それまで甲府昭和店公式YouTubeとして使われていたチャンネルを会社公認の上で譲り受け、坂本の仕事用個人チャンネルとしてリニューアルしている。
また、2023年4月にはプライベート用個人チャンネルを開設。こちらでは主に自宅でゲーム実況をしたり、視聴者からエフェクターボードの写真を募集し、写っているエフェクターを元に投降者の年齢と性別を当てる動画などを投稿している。プライベート用チャンネルは「会社とは無関係」という体で運用しているため、動画内でどうしても社名が出る場合などは「島木寸楽器」「S村楽器」など言い換えを行っている。
2025年5月に「今後のチャンネルについてのご報告」と題した動画を投稿し、プライベートチャンネルの名前を「ギターで変な事してる坂本」に改名した。
私生活では既婚者で1児の父。妻もプライベート用チャンネルの動画の大半に出演しているほか、2025年3月より『初凪なの』名義でVtuberとしてデビューを果たした。

## 使用機材
下記に記載しているギターは全て『目隠しで当てる』シリーズに登場している。
- Fender New American Vintage Stratocaster 1959（3T Sunburst）
現在のメインギター。コンデンサー、ネックプレート、トレモロスプリングを換装している。現在はプライベート用チャンネルでゲーム実況をする際にコントローラーとして使われることが多い。
- メーカー不明 ストラトキャスタータイプ（White）
高校時代に入手したもの。坂本自らがジョン・メイヤーの所持ギターの写真を見ながらヤスリで塗装を剥がし[注 3]、ヘッドに付いていたロゴも剥がした上で坂本のイニシャル「T.K」の焼印を半田鏝で入れている。坂本本人は「黒歴史」と呼んでいる。